# Al-Halládž
Al-Halládž (asi 858 – 26. března 922 Bagdád) byl nejslavnějším súfijským mistrem a prvním mučedníkem súfismu. Legendy o Al-Halládžovi sepsal další známý súfijský mystik Attár v knize Zápisky o světcích.
Jeho nejslavnější výrok, kvůli kterému byl popraven velmi krutým způsobem, tedy odsekáním rukou a nohou a vystavením na pranýř, přičemž zemřel až následujícího dne stětím hlavy s úsměvem na rtech, byl výrok „Já jsem pravda“, což mělo značit jeho splynutí s Bohem. Jelikož je ale v arabštině slovo Pravda jedním z 99 Alláhových jmen, bylo považováno za velký náboženský zločin, neboť nikdo se nemůže rovnat Bohu, který je nad vším živým i neživým a jeho existence je nekonečná a pro lidi nepochopitelná.
Doslovný překlad Al-Halládž al-Asrár je mykač srdcí či tajemství.

## Život Al-Halládže
Dědeček vyznával zoroastrismus, ale otec přistoupil k islámu. Al-Halládž se narodil v provincii Fárs. Rodinu živila textilní výroba, za kterou otec často cestoval do jiných měst. Živil se jako mykač bavlny. Al-Halládž v dětství studoval islámské učení, přednes a arabskou gramatiku. Na dědečkovu radu se poté Al-Halládž vydal do Tusaru za nezávislým mystikem Sahlem, který dával velký důraz na askezi (půst nebo 400 cyklové modlitby). Nejspíše zde pramení Al-Halládžovy drsné asketické metody např. celoroční denní půst. Zde zůstal 2 roky a poté odešel do Basry.
V Basře se setkal se súfijským mistrem Amrem Makkím a strávil tam 18 měsíců. Blízký spolupracovník navrhl, aby se Al-Halládž oženil s jeho dcerou a on přijal. To velmi rozzuřilo Amra, který měl podle tradice v tomhle ohledu dát povolení nebo sňatek vetovat. Tento čin zcela zničil jejich přátelství.
V Baghdádě mu jeho přítel Al-Džunajda dal radu, aby se vrátil domu a vedl klidný rodinný život a on tak učinil. V roce 892 (po šesti letech) se rozhodl, že se vydá na pouť do Mekky (hadždž). Pouť, která trvá měsíc, mu zabrala celý rok a každý den se od východu do západu slunce postil. Po návratu se ukázalo, že z Amra se stal spíše protivník, než přítel. Také se zhoršil jeho vztah s tchánem. Zatímco jeho švagr se společně s ním a jeho manželkou vrátili do Tustaru, Amr začal usilovně rozesílat očerňující dopisy, takže Al-Halládž byl nucen od súfismu úplně upustit a přestat kázat.
V dalších letech cestoval a navázal opět na své kázání. Po návratu začal kázat a vykonal se svými žáky (cca 400) druhou pouť. Zde začíná legenda o magických schopnostech Al-Halládže. Po pouti se rozhodl přesídlit do Bagdádu. Chvíli na to se vydal na misijní cestu, která trvala bezmála 6 let, a tak se o něm doslechli například až v Indii a Turecku.
Roku 913 se vydal na svou třetí a poslední dvouletou pouť do Mekky a právě na ní pochopil smysl bytí a vykřikl: "Já jsem Pravda!" Začal provolávat věty typu: "Chci být muslimským Ježíšem, popravte mne!" a lidé si začali myslet, že se pomátl a šíří kacířství. Chalífa ho tedy v obecném zájmu nechal zatknout a ve vězení strávil zhruba devět let. Když se dostal k moci chalífův vezír, dlouholetý protivník Al-Halládže, pronesl nad ním rozsudek smrti. Byl zbičován 300 ranami a poté mu byly odseknuty ruce a nohy. Byl takto zohavený ponechán vystaven na pranýři a druhý den mu byla sťata hlava. Zemřel s úsměvem na tváři.

## Legendy o magických schopnostech
Když podle legendy procházel kolem skladu s tobolkami bavlny a na jednu ukázal, semena se oddělila od vláken. Za temné noci přinesl talíř ještě teplých koláčků, které pocházely z velmi dalekého místa. Vyčaroval fíky, chalvu.